# Église de Santa Croce et San Camillo de Lellis
L'église de Santa Croce et San Camillo de Lellis est un édifice religieux baroque du centre-ville de Gênes, dans le quartier de Portoria.

## Histoire et caractéristiques
Elle a été construite au XVIIe siècle (les travaux commencèrent en 1667 et l'église fut inaugurée, non encore achevée, en 1671) pour être le siège de la congrégation des Pères Camilliens, qui opéraient dans l'hôpital voisin de Pammatone. La façade a été achevée en 1682.
L'édifice est normalement attribué à l'architecte lombard Carlo Mutone, également auteur de la rénovation de l'église San Luca au XVIIe siècle, mais on a émis l'hypothèse qu'il ne s'agissait que d'un projet, étant donné les presque cinq décennies qui séparent le début de l'époque de construction des deux bâtiments.
Le bâtiment original était dédié à la Sainte Croix et au fondateur de l'ordre, Camille de Lellis, et faisait partie d'une structure conventuelle plus vaste.
Au XVIIIe siècle, l'édifice était orné d'une série de fresques de grande valeur. Aux XIXe et XXe siècles, quelques travaux de restauration ont lieu, dont la décoration du maître-autel avec deux anges dorés (1816) et des travaux sur la façade (1885).
Les peintres génois Agostino Ratti et Gregorio de Ferrari ont été enterrés dans le bâtiment.
Endommagée par les bombardements de la Seconde Guerre mondiale, comme l'hôpital voisin et une grande partie du centre historique, l'église fut ensuite rénovée dans les années 1950. De nouvelles restaurations ont eu lieu au début du XXIe siècle, dans le cadre des travaux liés à Gênes 2004 – Capitale européenne de la culture. A cette occasion, les fresques originales ont été restaurées.
C'est toujours le siège des Pères Camilliens, bien qu'il soit (depuis 1866) propriété de la municipalité. La structure de l'édifice est une croix grecque légèrement allongée selon l'axe nef-abside, et est dotée d'une coupole octogonale et d'un clocher, ce dernier à base rectangulaire. Le clocher était doté d'un triple ordre dorique orné d'une série de bandes de pilastres, simples et appariées, en partie perdues lors des restaurations à la suite des bombardements.

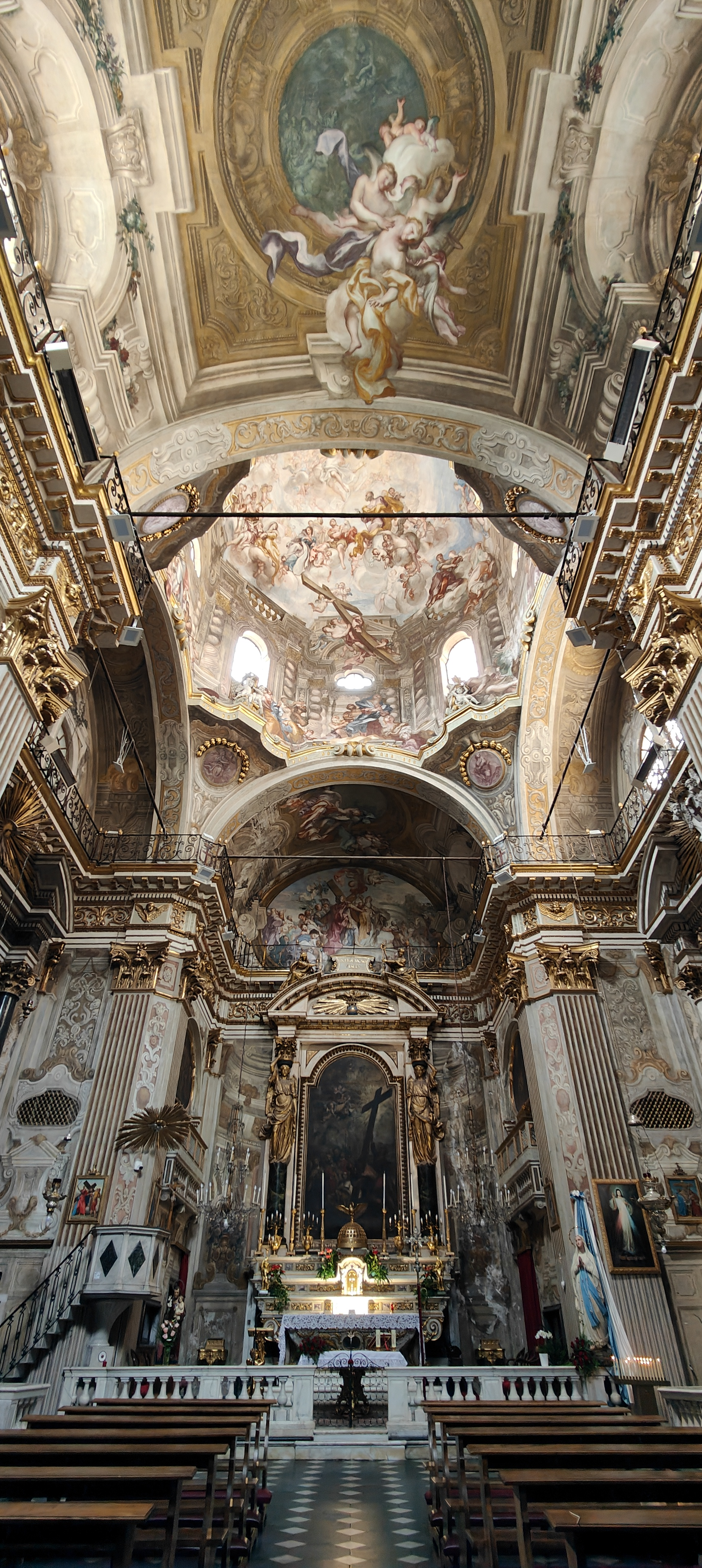
Intérieur de l'église.

## Œuvres exposées
À l'intérieur du bâtiment, qui a survécu aux bombardements, se trouvent plusieurs fresques de Gregorio de Ferrari et de son fils Lorenzo, dont un cycle représentant Le Triomphe de la Croix, réalisé dans les premières décennies du XVIIIe siècle. On y trouve également des fresques du Génois Francesco Costa.

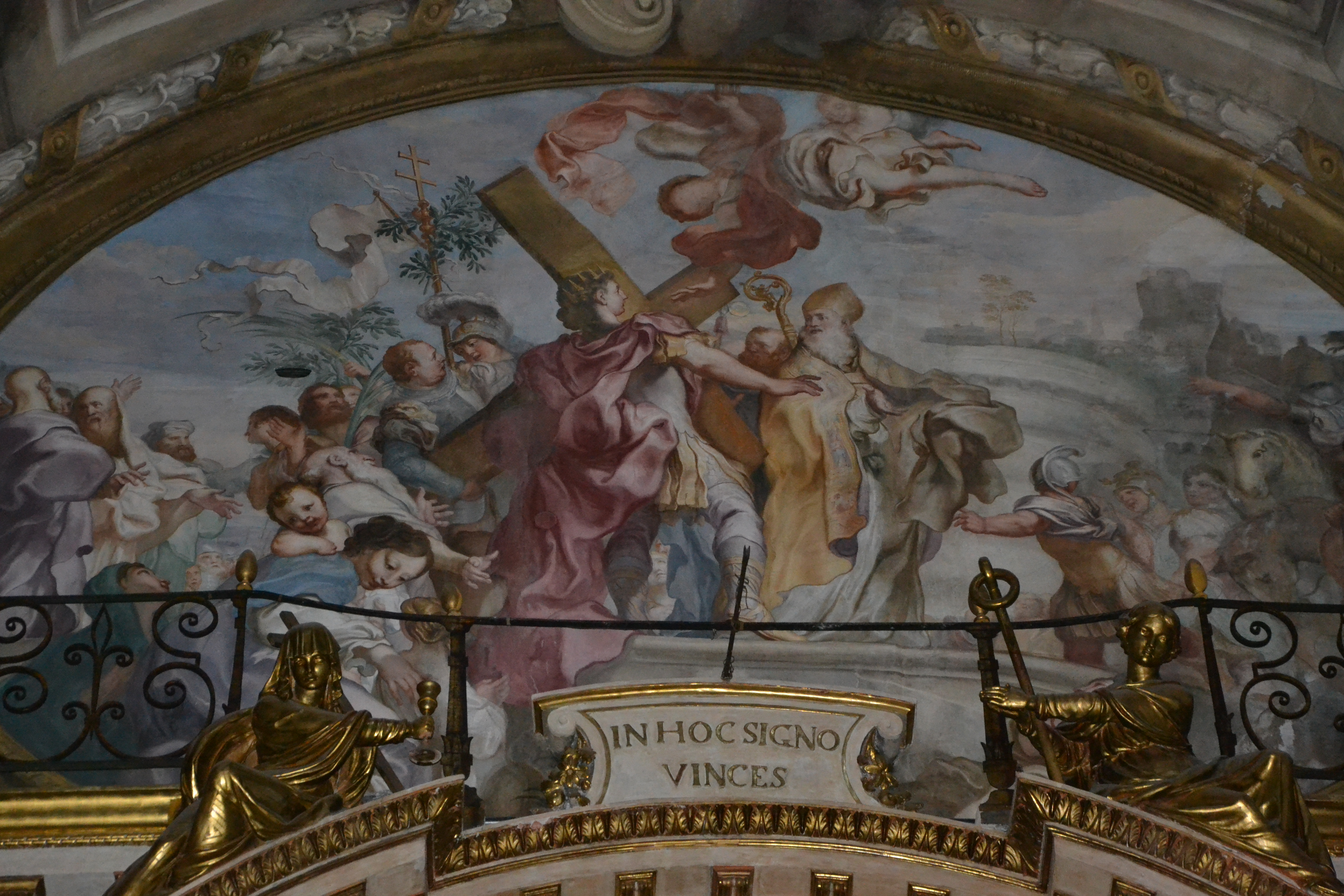
Gregorio De Ferrari et Lorenzo, Triomphe de la Croix

Des peintures y sont également visibles : Les Saints Nicolò da Tolentino, Lucie et Marc, de Lorenzo De Ferrari, Sainte Hélène adorant la Croix, créée par Giovanni Battista Baiardo et placée sur le maître-autel, et Le Centurion de Valerio Castello ; les deux dernières sont antérieures à la construction de l'église.